# Яхадыяха (впадает в пролив Малыгина)
Яхадыяха (также Яхады-Яха) — река в России, протекает по Ямало-Ненецкому АО. Длина реки составляет 195 км. Площадь водосборного бассейна — 3120 км². 
Река вытекает из небольшого безымянного озера в северной части полуострова Ямал на высоте более 22 м над уровнем моря. Преимущественно течёт на север по тундровой местности. Активно меандрирует. В бассейне находится большое число некрупных озёр. Русло участками заболочено. Впадает несколькими рукавами с юга в пролив Малыгина Карского моря на северной оконечности полуострова Ямал, напротив острова Белый. Перед устьем ширина главной протоки составляет 330 м, а глубина — 3,5 м. Скорость течения в низовьях — 0,1 м/с, перед устьем река испытывает приливо-отливные течения.

## Основные притоки
Указаны поименованные притоки длиной 30 км и более .
| Название        | Расстояние от устья | Длина | Положение |
| --------------- | ------------------- | ----- | --------- |
| Яхадынгортаяха  | 29                  | 79    | правый    |
| Вэнхаяха        | 77                  | 32    | левый     |
| Хараямбадаяха   | 91                  | 47    | правый    |
| Сидяюмбтаркаяха | 104                 | 53    | левый     |
| Суюнгэваяха     | 154                 | 36    | правый    |
| Нгутояха        | 155                 | 56    | левый     |
| Пензяяха        | 168                 | 61    | левый     |

## Данные водного реестра
По данным государственного водного реестра России относится к Нижнеобскому бассейновому округу, водохозяйственный участок — реки западного участка бассейна Обской губы, речной подбассейн реки — Обь ниже впадения Северной Сосьвы. Речной бассейн реки — (Нижняя) Обь от впадения Иртыша.
Код объекта в государственном водном реестре — 15020300312115300041989.